# Мара Джейд
Мара Джейд Скайвокер (англ. Mara Jade Skywalker) — персонаж розширеного всесвіту фантастичної саги «Зоряні війни». Вперше появилась у «Трилогії Трауна» Тімоті Зана. Спершу була професійним вбивцею на службі імператора Палпатина, згодом контрабандисткою, далі джедаєм та дружиною Люка Скайвокера.

## Біографія
Мара з'явилася на світ в 17 році ДЯБ. Її місце народження невідоме, оскільки її знайшов Імператор Палпатін, знищуючи залишки джедаїв по всій Галактиці. Джейд була привезена на Корусант, де стала навчатися Силі у самого Імператора. Офіційно, вона значилася танцівницею Палпатіна. У віці 14 років вона стала Рукою Палпатіна. Джейд отримала в розпорядження корабель і дройда К3. Зв'язок із Силою у Мари бв дуже високий, тому вона могла почути голос свого наставника всюди. Через телепатію Палпатін віддавав дівчині накази, які вона не замислюючись виконувала.
У 3 році ПБЯ Палпатін відправив її із завданням — знайти Люка Скайвокера. Джейд потрапила до палацу Джабби на Татуїні, замаскувавшись під танцівницю Аріку. Охорона Хатта ставилася до неї з підозрою і коли Джейд застосувала Силу, Мару виставили з палацу і вона провалила завдання.
В 4 році ПБЯ, виконуючи чергове завдання, Мара зв'язалася з Палпатіном, щоб запитати поради, але замість цього побачила його смерть від рук Вейдера і Люка. Останнім наказом Імператора було: «Ти вб'єш Люка Скайуокера».
Після поразки Імперії, Мара довгий час провела в поневіряннях, перебиваючись випадковою роботою. В одній з подорожей, Джейд зустріла Люмію (ще одну Руку Імператора). У бою з нею, дівчина втратила свій світловий меч.
У 8 році ПБЯ Мара стала членом команди контрабандиста Телона Каррде. Використовуючи Силу, Джейд стала однією з найкращих у команді. Незабаром, до рук контрабандистів потрапив сам Люк Скайвокер. Марі було заборонено його вбивати, так як Каррде, хотів продати джедая Відновленій Імперії за велику суму. Однак, Люк втік і дівчина вирушила у погоню в небезпечний ліс на планеті Міркр. Щоб не потрапити в руки адміралу Трауну і вижити в лісі, Марі довелося працювати в одній команді зі своїм заклятим ворогом. Врятуватися парі вдалося за допомогою Хана Соло і Каррде.
У бою за флот «Катана», Джейд була підбита і загинула б, якби її не врятував Скайуокер. Поранена, вона проходила лікування на Корусанті, де під час атаки імперців потрапила до в'язниці. Мара була єдиною, хто знав розташування центру клонування Імперії, тому просиділа під замком недовго. Люк, Лея, Хан, Лендо і Чубакка, витягли дівчину. Знову, Джейд довелося працювати зі Скайвокером. Сам Люк, з незрозумілих причин допомагав дівчині розвивати свої пізнання в Силі. Мара почала розуміти, що бажання вбити джедая, це всього лише помста Імператора — Дарту Вейдеру і всіляко намагалася придушити телепатичний наказ відданий Палпатіном. На планеті, де Імперія клонувала людей, команда зустріла клонованого Скайуокера — Лююка. Це був відмінний шанс виконати наказ Палпатін. Джейд виконала свою місію убивши клона Скайуокера. Після знищення центру клонування — Люк подарував Джейд світловий меч батька — Вейдера. Героїня остаточно перейшла на світлу сторону, вирішивши стати джедаєм. У 10 році ПБЯ, вона знайшла Кайла Катарна, який взяв її в учні. У тому ж році, відроджений Палпатін, хотів повернути Джейд на службу, але вона відмовилася.
У 11 році ПБЯ, Мара покинула джедаїв, ставши лідером Альянсу контрабандистів.
У 19 році ПБЯ, Люк побачив що Мару вбивають й вирушив на її пошуки. Знайшовши її на планеті Нірауан, Скайвокер зізнався їй у коханні. Перебуваючи в смертельній пастці, Люк запропонував Марі стати його дружиною і вона погодилася. Незабаром, Мара взяла до себе в учениці Джейну Соло, юну дочку Хана і Леї.
Незабаром юужань-вонги, вторглися в Галактику, розв'язавши небачену війну. Мара була першим джедаєм, який зіткнувся з юужань-вонгом. Вона перемогла його. На одній з місій, дівчину заразив невідомою хворобою, агент раси юужань-вонгів. Незабаром у війні загинув Чубакка. Мара не змогла бути присутньою на поминальній службі через хворобу. Перебуваючи на межі, Джейд врятував Хан Соло, який здобув протиотруту, від якого їй стало помітно краще. Коли Мара відчула що їй знову стало гірше, вона виявила, що вагітна. Через Силу, дівчина дізналася, що чекає хлопчика. Після народження дитини, в 26 році ПБЯ, його було вирішено назвати — Бен, на честь Бена Кенобі.
Коли Бен підріс, мати дозволила дитині стати учнем Джейсена Соло. Люк не надто довіряв Джейсону, але Мара була впевнена, що з ним Бен буде в безпеці.
Мара стала помічати за наставником Бена, дивну поведінку, розуміючи, що він схиляється до темної сторони. Коли її син пропав, вона зрозуміла, що в цьому винен Джейсен. Разом з чоловіком і сім'єю Соло, Мара вирушила на Гілаттере VIII, що б врятувати зануреного в темряву Джейсена, однак, на них напала Люмія.
Від Бена, Джейд дізналася, що Соло і Леді Ситх, заодно. Жінка зустрілася з Джесейном і спробувала повернути його на бік світла, однак той відмовився. Порахувавши, що Соло становить небезпеку для її сина, Мара почала переслідувати джедая. Їхня битва відбулася на Хейпсі, в тунелях, де Мара майже перемогла Соло. Однак, Джейсен створив ілюзію Бена і мати на секунду забарилася. За цю секунду, джедай встиг вразити її отруєним дротиком. Вмираючи, Джейд сказала, що Джейсен став підлішим за самого Палпатіна і що Люк помститься за неї. Скайвокер був убитий горем, він вважав, що її дружину вбила Люмія, тому знайшов її і стратив.
Оскільки Мара не злилася з Силою, її тіло було вирішено поховати на Корусанті. Однак, як тільки на церемонії з'явився Джейсен Соло, який проголосив себе Дартом Кейдусом, тіло Мари злилося з Силою. У підсумку, за смерть Мари помстилася Джейна Соло, убивши рідного брата Джейсена Соло.

## Появи у романах
Автор Тімоті Зан
Трилогія Трауна
- Спадкоємець Імперії (1991)
- «Відродження темряви (1992)
- Останній наказ (1993)

Рука Трауна
- Привид минулого (1997)
- Образ майбутнього (1998)

Спадщина Сили
- Betrayal (2006)
- Bloodlines (2006)
- Tempest (2006)
- Exile (2007)
- Sacrifice (2007)

Hand of Judgement
- Вірність // Allegiance (2007)
- Choices of One (2011)

Other
- Survivor's Quest (2004)

Комікси
- Mara Jade: By the Emperor's Hand; graphic novel (1999)
- Mara Jade: A Night on the Town, comic in Star Wars Tales 1